# Associazione Sportiva Roma 1971-1972
Questa voce raccoglie le informazioni riguardanti l'Associazione Sportiva Roma nelle competizioni ufficiali della stagione 1971-1972.

## Stagione

Gianfranco Zigoni con la particolare casacca palata sfoggiata nel precampionato 1971: nelle intenzioni iniziali la nuova divisa casalinga dei giallorossi, viene in breve bocciata a furor di popolo

Nel 1971 la presidenza giallorossa vede l'avvicendamento dell'ingegner Gaetano Anzalone, giovane imprenditore edilizio che sostituisce il contestato Alvaro Marchini; il nuovo presidente richiama in panchina Helenio Herrera. In questa stagione la Roma arriva settima in campionato ma vince il Torneo Anglo-Italiano, una competizione ideata per le squadre italiane ed inglesi che non hanno avuto la possibilità di partecipare alle grandi competizioni europee (Coppa UEFA, Coppa delle Coppe e Coppa dei Campioni), battendo 3-1, nella finale del 24 giugno 1972, il Blackpool con i gol di Cappellini, Scaratti e Zigoni.

## Divise
Lo sponsor tecnico è Lacoste. La divisa primaria è costituita da maglia bianca bordata di giallorosso, così come nei pantaloncini e calzettoni; in trasferta viene usata una maglia rossa bordata di giallo, pantaloncini bianchi e calzettoni rossi bordati di giallo. I portieri usano una maglia nera bordata di giallorosso abbinata a calzoncini neri e calzettoni rossi bordati di giallo.
| Casa | Trasferta | Portiere |

## Organigramma societario
Di seguito l'organigramma societario.
Area direttiva
- Presidente: Alvaro Marchini
- Segretario: Vincenzo Biancone

Area tecnica
- Allenatore: Helenio Herrera

Area sanitaria
- Medici sociali: Claudio Fichera
- Massaggiatori: Roberto Minaccioni

## Rosa
Di seguito la rosa.
| N. |                    | Ruolo | Calciatore         |
| -- | ------------------ | ----- | ------------------ |
|    | Italia (bandiera)  | P     | Alberto Ginulfi    |
|    | Italia (bandiera)  | P     | Francesco Quintini |
|    | Italia (bandiera)  | P     | Giovanni De Min    |
|    | Italia (bandiera)  | D     | Giovanni Bertini   |
|    | Italia (bandiera)  | D     | Aldo Bet           |
|    | Italia (bandiera)  | D     | Francesco Cappelli |
|    | Italia (bandiera)  | D     | Liborio Liguori    |
|    | Italia (bandiera)  | D     | Franco Peccenini   |
|    | Italia (bandiera)  | D     | Sergio Petrelli    |
|    | Italia (bandiera)  | D     | Sergio Santarini   |
|    | Italia (bandiera)  | D     | Francesco Scaratti |
|    | Brasile (bandiera) | C     | Amarildo           |
|    | Italia (bandiera)  | C     | Franco Cordova     |

| N. |                   | Ruolo | Calciatore              |
| -- | ----------------- | ----- | ----------------------- |
|    | Spagna (bandiera) | C     | Luis del Sol (capitano) |
|    | Italia (bandiera) | C     | Walter Franzot          |
|    | Italia (bandiera) | C     | Claudio Ingrassia       |
|    | Italia (bandiera) | C     | Giacomo La Rosa         |
|    | Italia (bandiera) | C     | Giovanni Rosati         |
|    | Italia (bandiera) | C     | Elvio Salvori           |
|    | Italia (bandiera) | C     | Roberto Vieri           |
|    | Italia (bandiera) | A     | Ivo Banella             |
|    | Italia (bandiera) | A     | Giorgio Campagna        |
|    | Italia (bandiera) | A     | Renato Cappellini       |
|    | Italia (bandiera) | A     | Stefano Pellegrini      |
|    | Italia (bandiera) | A     | Gianfranco Zigoni       |

### Aggregati per la Coppa Anglo-Italiana
| N. |                   | Ruolo | Calciatore     |
| -- | ----------------- | ----- | -------------- |
|    | Italia (bandiera) | D     | Giorgio Morini |

| N. |                   | Ruolo | Calciatore      |
| -- | ----------------- | ----- | --------------- |
|    | Italia (bandiera) | C     | Valerio Spadoni |

## Calciomercato
Di seguito il calciomercato.
| Acquisti | Acquisti         | Acquisti | Acquisti   |
| R.       | Nome             | da       | Modalità   |
| -------- | ---------------- | -------- | ---------- |
| A        | Giorgio Campagna | Legnano  | definitivo |

| Cessioni | Cessioni              | Cessioni   | Cessioni      |
| R.       | Nome                  | a          | Modalità      |
| -------- | --------------------- | ---------- | ------------- |
| D        | Angelo Rosa           | Ternana    | definitivo    |
| D        | Paolo Viganò          | Juventus   | fine prestito |
| C        | Armando Colafrancesco | Avellino   | definitivo    |
| A        | Giorgio Campagna      | Fiorentina | definitivo    |

## Risultati

### Serie A

#### Girone di andata
| Arbitro: | Gussoni (Tradate) |

|              |           |  |
| Amarildo 76’ | Marcatori |  |

| Arbitro: | Branzoni (Pavia) |

|              |           |  |
| Amarildo 89’ | Marcatori |  |

| Arbitro: | Barbaresco (Cormons) |

|                                 |           |  |
| Petrelli 27’ (aut.) Clerici 44’ | Marcatori |  |

| Arbitro: | Angonese (Mestre) |

|                                        |           |                |
| La Rosa 13’ Cappellini 36’ Salvori 87’ | Marcatori | 48’ Boninsegna |

| Arbitro: | Lo Bello (Siracusa) |

|                  |           |              |
| Capello 72’, 76’ | Marcatori | 28’ Amarildo |

| Arbitro: | Michelotti (Parma) |

|             |           |                             |
| Petrini 24’ | Marcatori | 2’, 70’ Zigoni 24’ Petrelli |

| Arbitro: | Casarin (Milano) |

|                                             |           |             |
| Panizza 64’ (aut.) Santarini 79’ Zigoni 90’ | Marcatori | 38’ Carelli |

| Arbitro: | Mascali (Desenzano del Garda) |

|                                  |           |                       |
| Niccolai 62’ (aut.) Petrelli 86’ | Marcatori | 21’ Brugnera 51’ Riva |

| Arbitro: | Giunti (Arezzo) |

|                                             |           |  |
| Esposito 41’, 65’ Altafini 59’ Pogliana 68’ | Marcatori |  |

| Arbitro: | Lo Bello (Siracusa) |

|                          |           |  |
| Bigon 36’ Villa 82’, 84’ | Marcatori |  |

| Arbitro: | Branzoni (Pavia) |

|             |           |  |
| Franzot 50’ | Marcatori |  |

| Arbitro: | Michelotti (Parma) |

|             |           |  |
| Liguori 21’ | Marcatori |  |

| Arbitro: | Gussoni (Tradate) |

|           |           |            |
| Mammì 69’ | Marcatori | 19’ Zigoni |

| Arbitro: | Torelli (Milano) |

|                              |           |                |
| Zigoni 51’, 69’ Scaratti 75’ | Marcatori | 80’ (rig.) Bui |

| Arbitro: | Porcelli (Lodi) |

|           |           |            |
| Orazi 12’ | Marcatori | 9’ Liguori |

#### Girone di ritorno
| Arbitro: | Lo Bello (Siracusa) |

|  |           |             |
|  | Marcatori | 85’ Franzot |

| Arbitro: | Monti (Ancona) |

|              |           |  |
| Sabatini 65’ | Marcatori |  |

| Roma 13 febbraio 1972, ore 15:00 18ª giornata | Roma             | 0 – 0 referto | Fiorentina | Stadio Olimpico di Roma (circa 70.000 spett.)\| Arbitro: \| Gonella (Torino) \| |
| Arbitro:                                      | Gonella (Torino) |               |            |                                                                                 |

| Arbitro: | Angonese (Mestre) |

|                     |           |                  |
| Jair 4’ Mazzola 56’ | Marcatori | 45’, 81’ La Rosa |

| Arbitro: | Michelotti (Parma) |

|              |           |            |
| Petrelli 15’ | Marcatori | 65’ Furino |

| Roma 12 marzo 1972, ore 15:00 21ª giornata | Roma                | 0 – 0 referto | Varese | Stadio Olimpico di Roma (circa 30.000 spett.)\| Arbitro: \| Panzino (Catanzaro) \| |
| Arbitro:                                   | Panzino (Catanzaro) |               |        |                                                                                    |

| Arbitro: | Giunti (Arezzo) |

|  |           |                           |
|  | Marcatori | 5’ Salvori 86’ Cappellini |

| Arbitro: | Monti (Ancona) |

|          |           |  |
| Riva 14’ | Marcatori |  |

| Arbitro: | Gussoni (Tradate) |

|                |           |  |
| Cappellini 59’ | Marcatori |  |

| Arbitro: | Angonese (Mestre) |

|                |           |                     |
| Cappellini 44’ | Marcatori | 46’ Bigon 62’ Golin |

| Arbitro: | Torelli (Milano) |

|                 |           |                            |
| Savoldi 5’, 43’ | Marcatori | 38’ Liguori 78’ Cappellini |

| Arbitro: | Barbaresco (Cormons) |

|                 |           |                   |
| Magistrelli 47’ | Marcatori | 13’ (aut.) Divina |

| Arbitro: | Torelli (Milano) |

|                                                          |           |  |
| Zigoni 53’ Scaratti 58’ Franzot 60’ Benedetto 71’ (aut.) | Marcatori |  |

| Arbitro: | Bernardis (Trieste) |

|                      |           |  |
| Rampanti 14’ Bui 29’ | Marcatori |  |

| Arbitro: | Toselli (Cormons) |

|             |           |  |
| Franzot 67’ | Marcatori |  |

### Coppa Italia

#### Primo turno - Gruppo 6
| Arbitro: | Picasso (Chiavari) |

|               |           |  |
| Chinaglia 50’ | Marcatori |  |

| Roma 8 settembre 1971, ore 21:00 2ª giornata | Roma              | 0 – 0 referto | Ternana | Stadio Olimpico di Roma (circa 20.000 spett.)\| Arbitro: \| Toselli (Cormons) \| |
| Arbitro:                                     | Toselli (Cormons) |               |         |                                                                                  |

| Arbitro: | Trinchieri (Reggio Emilia) |

|                          |           |                  |
| Salvori 3’ Santarini 68’ | Marcatori | 55’ (rig.) Urban |

| Bergamo 19 settembre 1971, ore 16:30 4ª giornata | Atalanta                    | 0 – 0 referto | Roma | Stadio Comunale (7.321 spett.)\| Arbitro: \| Moretto (San Donà di Piave) \| |
| Arbitro:                                         | Moretto (San Donà di Piave) |               |      |                                                                             |

### Coppa Anglo-Italiana

#### Fase a gruppi
| Arbitro: | Morrisey |

|                     |           |                                                  |
| Cappellini 13’, 37’ | Marcatori | 29’ (rig.) Balderstone 79’ Martin 84’ Winstanley |

| Arbitro: | James |

|                  |           |  |
| Spadoni 12’, 86’ | Marcatori |  |

| Arbitro: | Branzoni |

|                                    |           |                                                  |
| Train 27’ Balderstone 43’ Owen 50’ | Marcatori | 32’ Banella 56’ (aut.) Winstanley 88’ Cappellini |

| Arbitro: | Michelotti |

|             |           |                           |
| Ritchie 46’ | Marcatori | 35’ Santarini 52’ Spadoni |

#### Finale
| Arbitro: | Linemayr |

|                                        |           |            |
| Cappellini 49’ Scaratti 75’ Zigoni 86’ | Marcatori | 89’ Alcock |

## Statistiche

### Statistiche di squadra
Di seguito le statistiche di squadra.
| Competizione         | Punti | In casa | In casa | In casa | In casa | In casa | In casa | In trasferta | In trasferta | In trasferta | In trasferta | In trasferta | In trasferta | Totale | Totale | Totale | Totale | Totale | Totale | DR  |
| Competizione         | Punti | G       | V       | N       | P       | Gf      | Gs      | G            | V            | N            | P            | Gf           | Gs           | G      | V      | N      | P      | Gf     | Gs     | DR  |
| -------------------- | ----- | ------- | ------- | ------- | ------- | ------- | ------- | ------------ | ------------ | ------------ | ------------ | ------------ | ------------ | ------ | ------ | ------ | ------ | ------ | ------ | --- |
| Serie A              | 35    | 15      | 10      | 4       | 1       | 23      | 8       | 15           | 3            | 5            | 7            | 14           | 23           | 30     | 13     | 9      | 8      | 37     | 31     | +6  |
| Coppa Italia         |       | 2       | 1       | 1       | 0       | 2       | 1       | 2            | 0            | 1            | 1            | 0            | 1            | 4      | 1      | 2      | 1      | 2      | 2      | 0   |
| Coppa Anglo-Italiana |       | 3       | 2       | 0       | 1       | 7       | 4       | 2            | 1            | 1            | 0            | 5            | 4            | 5      | 3      | 1      | 1      | 12     | 8      | +4  |
| Totale               | -     | 20      | 13      | 5       | 2       | 32      | 13      | 19           | 4            | 7            | 8            | 19           | 28           | 39     | 17     | 12     | 10     | 51     | 41     | +10 |

### Andamento in campionato
| Giornata  | 1 | 2 | 3 | 4 | 5 | 6 | 7 | 8 | 9 | 10 | 11 | 12 | 13 | 14 | 15 | 16 | 17 | 18 | 19 | 20 | 21 | 22 | 23 | 24 | 25 | 26 | 27 | 28 | 29 | 30 |
| --------- | - | - | - | - | - | - | - | - | - | -- | -- | -- | -- | -- | -- | -- | -- | -- | -- | -- | -- | -- | -- | -- | -- | -- | -- | -- | -- | -- |
| Luogo     | C | C | T | C | T | T | C | C | T | T  | C  | C  | T  | C  | T  | T  | T  | C  | T  | C  | C  | T  | T  | C  | C  | T  | T  | C  | T  | C  |
| Risultato | V | V | P | V | P | V | V | N | P | P  | V  | V  | N  | V  | N  | V  | P  | N  | N  | N  | N  | V  | P  | V  | P  | N  | N  | V  | P  | V  |
| Posizione | 1 | 1 | 4 | 2 | 5 | 5 | 3 | 2 | 6 | 6  | 6  | 5  | 6  | 4  | 5  | 4  | 6  | 7  | 7  | 6  | 7  | 7  | 7  | 6  | 7  | 7  | 7  | 6  | 7  | 7  |

Legenda:

Luogo: C = Casa; T = Trasferta. Risultato: V = Vittoria; N = Pareggio; P = Sconfitta.

### Statistiche dei giocatori
Desunte dai tabellini del Corriere dello Sport, de La Stampa e de L'Unità.
| Giocatore     | Serie A  | Serie A | Coppa Italia | Coppa Italia | Coppa Anglo-Italiana | Coppa Anglo-Italiana | Totale   | Totale |
| Giocatore     | Presenze | Reti    | Presenze     | Reti         | Presenze             | Reti                 | Presenze | Reti   |
| ------------- | -------- | ------- | ------------ | ------------ | -------------------- | -------------------- | -------- | ------ |
| A. Ginulfi    | 23       | -20     | 3            | -2           | 3                    | -5                   | 29       | -27    |
| F. Quintini   | 3        | -1      | 0            | -0           | 3                    | -3                   | 6        | -4     |
| G. De Min     | 4        | -10     | 1            | -0           | 0                    | -0                   | 5        | -10    |
| G. Bertini    | 0        | 0       | 1            | 0            | 1                    | 0                    | 2        | 0      |
| A. Bet        | 30       | 0       | 4            | 0            | 5                    | 0                    | 39       | 0      |
| F. Cappelli   | 3        | 0       | 0            | 0            | 3                    | 0                    | 6        | 0      |
| L. Liguori    | 23       | 3       | 4            | 0            | 4                    | 0                    | 31       | 3      |
| F. Peccenini  | 1        | 0       | 0            | 0            | 0                    | 0                    | 1        | 0      |
| S. Petrelli   | 27       | 3       | 2            | 0            | 1                    | 0                    | 30       | 3      |
| S. Santarini  | 30       | 1       | 4            | 1            | 5                    | 1                    | 39       | 3      |
| F. Scaratti   | 21       | 2       | 2            | 0            | 3                    | 1                    | 26       | 3      |
| Amarildo      | 12       | 3       | 3            | 0            | 0                    | 0                    | 15       | 3      |
| F. Cordova    | 25       | 0       | 2            | 0            | 4                    | 0                    | 31       | 0      |
| L. del Sol    | 27       | 0       | 4            | 0            | 0                    | 0                    | 31       | 0      |
| W. Franzot    | 19       | 4       | 4            | 0            | 5                    | 0                    | 28       | 4      |
| C. Ingrassia  | 0        | 0       | 1            | 0            | 0                    | 0                    | 1        | 0      |
| G. La Rosa    | 12       | 3       | 2            | 0            | 1                    | 0                    | 15       | 3      |
| G. Rosati     | 3        | 0       | 0            | 0            | 0                    | 0                    | 3        | 0      |
| E. Salvori    | 30       | 2       | 4            | 1            | 5                    | 0                    | 39       | 3      |
| R. Vieri      | 13       | 0       | 0            | 0            | 1                    | 0                    | 14       | 0      |
| I. Banella    | 1        | 0       | 0            | 0            | 2                    | 1                    | 3        | 1      |
| G. Campagna   | 0        | 0       | 0            | 0            | 0                    | 0                    | 0        | 0      |
| R. Cappellini | 21       | 5       | 2            | 0            | 5                    | 4                    | 28       | 9      |
| S. Pellegrini | 2        | 0       | 4            | 0            | 1                    | 0                    | 7        | 0      |
| G. Zigoni     | 24       | 7       | 3            | 0            | 3                    | 1                    | 30       | 8      |
| G. Morini     | -        | -       | -            | -            | 4                    | 0                    | 4        | 0      |
| V. Spadoni    | -        | -       | -            | -            | 5                    | 3                    | 5        | 3      |

## Giovanili

### Piazzamenti
- Primavera:
  - Campionato Primavera: 2º posto
  - Torneo di Viareggio: Ottavi di finale

### Videografia
- Manuela Romano (a cura di), La storia della A.S. Roma (10 DVD-Video), Corriere dello Sport, Rai Trade, 2006.